# Liste des lignes de chemin de fer d'Espagne
La liste des lignes de chemin de fer d'Espagne répertorie des articles portant sur des lignes de chemin de fer, et non sur les services de trains de voyageurs.
Les lignes grisées et en italique sont fermées ou en projet.

## Lignes du RFIG
Cette liste contient l'ensemble des lignes du Réseau ferré d'intérêt général désignées par le Ministère de l'Équipement, il s'agit de lignes à écartement ibérique, normal et métrique.
Les lignes RFIG sont gérées par ADIF, à l'exception des sections à grande vitesse, gérées par ADIF-Alta Velocidad. La section espagnole de la LGV Figueras-Perpignan est quant à elle détenue par la société Línea Figueras Perpignan S.A. Les réseaux ferroviaires des ports d'intérêt général font également partie du RFIG et, avec leurs points d'accès, sont détenus conjointement par les autorités portuaires et ADIF.
Ce réseau ferré a une longueur totale de 15 301,8 km, dont 11 333,3 km à écartement ibérique, 2 571,5 km à écartement normal, 1 206,9 km à écartement métrique et enfin 190,1 km à écartement mixte.

### Principe de numérotation des lignes
Les lignes sont identifiées à l'aide de cinq numéros, deux pour indiquer l'axe principal (qui sont au nombre de 16) et trois autres pour indiquer précisément le tronçon.
Lorsque le premier numéro du code à trois chiffres est zéro, cela indique qu'il s'agit d'une ligne à écartement standard.

### Liste des lignes[3],[4]
| Numéro | Ligne                                                                                      | Longueur | Écartement      | Remarques |
| 010    | Madrid-Puerta de Atocha-Almudena Grandes à Séville-Santa Justa                             | 470,5 km | Normal          | Administrée par ADIF AV |
| 012    | Madrid-Puerta de Atocha-Almudena Grandes à l'échangeur Atocha                              | 1,3 km   | Normal          | Administrée par ADIF AV. Déposée |
| 014    | Bifurcation Gobantes à la bifurcation Bobadilla                                            | 9,0 km   | Normal          | Administrée par ADIF AV |
| 016    | Majarabique à l'échangeur Majarabique                                                      | 2,0 km   | Normal          | Administrée par ADIF AV |
| 018    | Bifurcation Cerro Negro/Santa Catalina au CTT Cerro Negro-AV                               | 0,3 km   | Normal          | Administrée par ADIF AV |
| 020    | La Sagra à Toledo                                                                          | 21,4 km  | Normal          | Administrée par ADIF AV |
| 022    | Échangeur Alcolea à la bifurcation de l'échangeur Alcolea                                  | 0,7 km   | Normal          | Administrée par ADIF AV |
| 024    | Aiguillage km 34,397 de Yeles à la bifurcation Los Blancales                               | 5,7 km   | Normal          | Administrée par ADIF AV |
| 026    | Plasencia à la bifurcation San Nicolás                                                     | 175,3 km | Ibérique        | Administrée par ADIF AV |
| 030    | Bifurcation Malaga-AV à Malaga-María Zambrano                                              | 154,5 km | Normal          | Administrée par ADIF AV |
| 032    | Antequera-Santa Ana à l'échangeur Antequera                                                | 0,4 km   | Normal          | Administrée par ADIF AV |
| 036    | Antequera-Santa Ana à Grenade                                                              | 125,7 km | Normal          | Administrée par ADIF AV |
| 040    | Madrid-Chamartín-Clara Campoamor à Valence-Joaquín Sorolla                                 | 397,6 km | Normal          | Administrée par ADIF AV |
| 042    | Bifurcation Albacete à Alicante-Terminal                                                   | 237,8 km | Normal          | Administrée par ADIF AV |
| 044    | Bifurcation Jesús à la bifurcation Joaquín Sorolla UIC                                     | 0,5 km   | Normal          | Administrée par ADIF AV |
| 046    | Bifurcation Murcia à l'aiguillage km 522,1 d'El Reguerón                                   | 52 km    | Normal          | Administrée par ADIF AV |
| 048    | Bifurcation Vinalopó à Monforte del Cid AV                                                 | 2,1 km   | Normal          | Administrée par ADIF AV |
| 050    | Límite ADIF-TP Ferro à Madrid-Puerta de Atocha-Almudena Grandes                            | 752,4 km | Normal          | Administrée par ADIF AV |
| 052    | Échangeur de Plasencia de Jalón à la bifurcation de l'échangeur Plasencia de Jalón         | 3,8 km   | Normal          | Administrée par ADIF AV |
| 054    | Bifurcation Moncasi à la bifurcation Canal Imperial                                        | 25,9 km  | Normal          | Administrée par ADIF AV |
| 056    | Bifurcation Artesa de Lérida à la bifurcation Les Torres de Sanui                          | 16,5 km  | Normal          | Administrée par ADIF AV |
| 058    | Échangeur Lérida à la bifurcation de l'échangeur Lérida                                    | 0,5 km   | Normal          | Déposée |
| 060    | Bifurcation Échangeur Saragosse-Delicias à l'échangeur Saragosse-Delicias                  | 0,4 km   | Normal          | Administrée par ADIF AV |
| 064    | Bifurcation de l'échangeur Roda à l'échangeur d'écartement de Roda de Berà                 | 1,8 km   | Normal          | Déposée |
| 066    | Bifurcation Can Tunis-AV à Can Tunis-AV                                                    | 0,2 km   | Normal          | Administrée par ADIF AV |
| 068    | Aiguillage km 12,300 de Vallecas-AV à l'aiguillage km 13,400 de Los Gavilanes              | 5,6 km   | Normal          | Administrée par ADIF AV |
| 070    | Bifurcation Huesca à Huesca                                                                | 78,9 km  | Normal, mixte   | Une voie à écartement normal et une autre à écartement ibérique jusqu'à Tardienta, écartement mixte entre Tardienta et Huesca                              |
| 072    | CTT de Fuencarral Alta Velocidad à l'échangeur Madrid-Chamartín                            | 0,1 km   | Normal          | Administrée par ADIF AV |
| 074    | Échangeur de Medina del Campo à l'aiguillage km 133,9 d'Olmedo AV                          | 19,9 km  | Mixte           | 15,47 km de la ligne est à écartement mixte. Administrée par Adif AV. Ne fais plus partie du RFIG                                                          |
| 076    | Échangeur Valdestillas à la bifurcation de l'échangeur de Valdestillas                     | 1,0 km   | Normal          | Administrée par ADIF AV. Désaffectée depuis 2022. |
| 078    | Échangeur Valladolid-Campo Grande à Valladolid-Campo Grande                                | 0,9 km   | Normal          | Administrée par ADIF AV. Désaffectée depuis 2015. |
| 080    | Burgos-Rosa Manzano à Madrid-Chamartín-Clara Campoamor                                     | 304,0 km | Normal          | Administrée par ADIF AV |
| 082    | Aiguillage km 85,0 de la bifurcation Grandeira à la bifurcation Coto de la Torre           | 84,0 km  | Ibérique        | |
| 084    | León à la bifurcation Venta de Baños                                                       | 127,9 km | Normal          | Administrée par ADIF AV |
| 100    | Hendaye à Madrid-Chamartín-Clara Campoamor                                                 | 640,9 km | Ibérique        | 25 km de la ligne sont administrées par ADIF AV de Hendaye jusqu'à Hernani                                                                                 |
| 102    | Bifurcation Aranda à Madrid-Chamartín-Clara Campoamor                                      | 280,6 km | Ibérique        | Service passager suspendu entre Manzanares-Soto del Real et Aranda de Duero-Montecillo.                                                                    |
| 104    | Alcobendas-San Sebastián de los Reyes à Universidad de Cantoblanco                         | 6,9 km   | Ibérique        | |
| 106    | Hendaye à Irun                                                                             | 2,2 km   | Ibérique        | |
| 108    | Aiguillage du complexe ferroviaire marchandises de Valladolid à La Carrera                 | 2,0 km   | Ibérique        | |
| 110    | Ségovie à Villalba de Guadarrama                                                           | 62,7 km  | Ibérique        | |
| 112    | Valladolid-Campo Grande à Valladolid-Argales                                               | 4,3 km   | Ibérique        | |
| 114    | Complexe ferroviaire marchandises de Valladolid à la bifurcation Canal del Duero           | 8,0 km   | Mixte           | |
| 116    | Los Cotos à Cercedilla                                                                     | 18,1 km  | Métrique        | |
| 120    | Villar Formoso à Medina del Campo                                                          | 201,0 km | Ibérique        | |
| 122    | Salamanque à Ávila                                                                         | 111,1 km | Ibérique        | |
| 124    | Salamanque à Valdunciel                                                                    | 12,4 km  | Ibérique        | Désaffectée depuis 1998. Impraticable. |
| 126    | Aranda de Duero-Montecillo à Aranda de Duero-Chelva                                        | 1,8 km   | Ibérique        | Connexion entre la ligne de Valladolid à Ariza et la ligne directe de Madrid à Burgos. Déposée.                                                            |
| 128    | Aiguillage 374,2 km de Burgos à l'échangeur de Burgos                                      | 0,1 km   | Ibérique        | |
| 130    | Gijón-Sanz Crespo à Venta de Baños                                                         | 306,1 km | Ibérique        | 25,7 km administrés par ADIF AV de La Robla jusqu'à León.                                                                                                  |
| 132    | Bifurcation Tudela-Veguín à Ablaña                                                         | 5,3 km   | Ibérique        | Variante de la ligne 130 via Olloniego. |
| 134    | León Clasificación à la bifurcation León Clasificación                                     | 1,3 km   | Ibérique        | |
| 136    | Échangeur de Burgos à Burgos-Rosa Manzano                                                  | 0,6 km   | Normal          | Administrée par ADIF AV |
| 138    | Bifurcation Galicia à la bifurcation Asturias                                              | 0,9 km   | Ibérique        | |
| 140    | Bifurcation Tudela Veguín à El Entrego                                                     | 21,5 km  | Ibérique        | |
| 142    | Soto de Rey à la bifurcation Olloniego                                                     | 2,3 km   | Ibérique        | |
| 144    | San Juan de Nieva à Villabona de Asturias                                                  | 20,8 km  | Ibérique        | |
| 146    | Bifurcation Viella à la bifurcation Peña Rubia                                             | 0,5 km   | Ibérique        | |
| 148    | Trasona à Nubledo                                                                          | 5,7 km   | Ibérique        | Accès au port d'Avilés, Arcelor Mittal |
| 150    | Aboño à Serín                                                                              | 9,0 km   | Ibérique        | |
| 152    | Port de Gijón-Musel à Veriña                                                               | 4,6 km   | Ibérique        | Accès au port d'El Musel |
| 154    | Lugo de Llanera à Tudela-Veguín                                                            | 14,1 km  | Ibérique        | |
| 156    | Bifurcation Villamuriel de Cerrato à l'échangeur Villamuriel                               | 1,3 km   | Ibérique        | |
| 158    | Échangeur Villamuriel à la bifurcation Cerrato                                             | 1,8 km   | Normal          | Administrée par ADIF AV |
| 160    | Santander à Palencia                                                                       | 217,2 km | Ibérique        | |
| 162    | Solvay-Factoría à Sierrapando                                                              | 5,7 km   | Ibérique        | |
| 164    | Palencia-Arroyo Villalobón à Magaz                                                         | 7,5 km   | Ibérique        | Connexion entre les lignes de Venta de Baños à Gijón et de Madrid à Hendaye                                                                                |
| 166    | Bifurcation Rubena à Villafría                                                             | 3,7 km   | Ibérique        | |
| 168    | Villafría à l'aiguillage km 377,3 de la bifurcation Rubena                                 | 3,5 km   | Ibérique        | |
| 170    | Bifurcation Soto à la bifurcation Cerrato                                                  | 0,7 km   | Normal          | Administrée par ADIF AV |
| 172    | Échangeur Madrid-Chamartín à Madrid-Chamartín-Clara Campoamor                              | 0,7 km   | Ibérique        | |
| 174    | Medina del Campo à l'échangeur Medina del Campo                                            | 2,1 km   | Ibérique        | |
| 176    | Valdestillas à l'échangeur Valdestillas                                                    | 0,8 km   | Ibérique        | Désaffectée depuis 2022 |
| 178    | Aiguillage km 250,2 de Valladolid à l'échangeur Valladolid-Campo Grande                    | 0,6 km   | Ibérique        | Déposée depuis 2015 |
| 180    | Bifurcation Estadio Municipal à l'échangeur Clasificación                                  | 0,4 km   | Normal          | Administrée par ADIF AV |
| 182    | Échangeur Clasificación à la bifurcation Clasificación                                     | 0,4 km   | Ibérique        | |
| 184    | Bifurcation Río Bernesga à l'échangeur Vilecha                                             | 0,7 km   | Ibérique        | |
| 186    | Échangeur Vilecha à la bifurcation de l'échangeur Vilecha                                  | 0,6 km   | Normal          | Administrée par ADIF AV |
| 188    | Échangeur de Medina AV à la bifurcation Arroyo de La Golosa                                | 3,0 km   | Ibérique        | |
| 190    | Medina AV à l'échangeur de Medina AV                                                       | 1,1 km   | Normal          | Administrée par ADIF AV |
| 192    | Río Pisuerga à l'aiguillage du complexe ferroviaire marchandises de Valladolid             | 13,7 km  | Ibérique        | |
| 200    | Madrid-Chamartín-Clara Campoamor à Barcelone-França                                        | 699,7 km | Ibérique        | |
| 202    | Torralba à Soria                                                                           | 103,6 km | Ibérique        | Renommée en 2015, anciennement appelée ligne de Torralba à Castejón de Ebro.                                                                               |
| 204    | Bifurcation Canfranc à Canfranc                                                            | 138,5 km | Ibérique        | |
| 206    | Lérida-Pyrénées à La Pobla de Segur                                                        | 1,9 km   | Ibérique        | Le reste de la ligne (87,9 km) a été transferé à IFERCAT. Fait partie du RFIG jusqu'au PK 1,927.                                                           |
| 208    | San Juan de Mozarrifar à San Gregorio                                                      | 3,5 km   | Ibérique        | |
| 210    | Miraflores à Sant Vicenç de Calders                                                        | 275,9 km | Ibérique        | |
| 212    | Aiguillage km 2,3 de Hoya de Huesca à la bifurcation Hoya de Huesca                        | 1,7 km   | Ibérique        | |
| 214    | CIM de Saragosse à La Cartuja                                                              | 25,5 km  | Ibérique        | |
| 216    | Aiguillage km 1,4 de Bifurcation Plaza à l'aiguillage km 8,7 de Bifurcation Plaza          | 2,0 km   | Ibérique        | |
| 218    | Bifurcation Plaza à Saragosse-Plaza                                                        | 4,5 km   | Ibérique        | |
| 220    | Lérida-Pyrénées à la bifurcation Vilanova                                                  | 181,7 km | Ibérique        | |
| 222    | Latour-de-Carol - Enveitg à la bifurcation Aguas                                           | 149,7 km | Ibérique        | |
| 224    | Cerdanyola-Universitat à Cerdanyola del Vallès                                             | 3,6 km   | Ibérique        | Connexion entre la ligne de Barcelone à Lérida et l'embranchement du Vallès                                                                                |
| 230    | La Plana-Picamoixons à Reus                                                                | 20,8 km  | Ibérique        | |
| 234    | Reus à Roda de Berà                                                                        | 31,2 km  | Ibérique        | |
| 238    | Aiguillage de Castellbisbal-Llobregat à Barcelone-Morrot                                   | 22,4 km  | Mixte           | |
| 240    | Sant Vicenç de Calders à L'Hospitalet de Llobregat                                         | 71,0 km  | Ibérique        | |
| 242    | Martorell-Seat à l'aiguillage km 71,185                                                    | 2,5 km   | Ibérique        | |
| 244    | Aiguillage km 70,477 à l'aiguillage km 0,500                                               | 0,5 km   | Ibérique        | |
| 246    | Mollet-Sant Fost à l'aiguillage de Castellbisbal-Rubí                                      | 27,3 km  | Mixte           | |
| 248    | Bifurcation Rubí à l'aiguillage km 4,014                                                   | 1,9 km   | Ibérique        | Déposée |
| 250    | Aiguillage km 674,8 de Bellvitge à L'Hospitalet de Llobregat                               | 1,7 km   | Ibérique        | |
| 254    | Aeroport à El Prat de Llobregat                                                            | 6,7 km   | Ibérique        | |
| 260    | Figueras-Vilafant à Vilamalla                                                              | 6,4 km   | Mixte           | |
| 262    | Bifurcation Glorias à la bifurcation Clot                                                  | 0,5 km   | Ibérique        | Tronçon n'appartenant plus au RFIG en raison de la fusion des deux bifurcations sous le nom Glorias-Clot et de son intégration dans les lignes 200 et 276. |
| 270    | Cerbère à la bifurcation Aragón                                                            | 162,1 km | Ibérique, mixte | 41,2 km de ligne à écartement mixte entre Vilamalla et Gérone-Marchandises                                                                                 |
| 272    | Bifurcation Gérone-Marchandises à Gérone-Marchandises                                      | 1,8 km   | Ibérique        | Déposée |
| 274    | Cerbère à Port-Bou                                                                         | 2,2 km   | Ibérique        | |
| 276    | Maçanet-Massanes à L'Hospitalet de Llobregat                                               | 85,1 km  | Ibérique        | |
| 278    | La Llagosta à la bifurcation nœud de Mollet                                                | 2,3 km   | Mixte           | |
| 280    | Bifurcation Mollet à la bifurcation nœud de Mollet                                         | 2,5 km   | Normal          | Administrée par ADIF AV |
| 282    | Échangeur Plasencia de Jalón à l'échangeur de l'aiguillage km 308,6 de Plasencia           | 1,4 km   | Ibérique        | |
| 284    | Aiguillage km 337,1 de CIM à l'aiguillage km 0,7 de CIM                                    | 0,6 km   | Ibérique        | |
| 286    | Aiguillage km 23,3 de La Cartuja à l'aiguillage km 351,1 de La Cartuja                     | 1,1 km   | Ibérique        | |
| 288    | Aiguillage km 345,6 de Miraflores à l'aiguillage km 0,9 de Miraflores                      | 0,9 km   | Ibérique        | |
| 290    | Aiguillage km 337,1 de CIM à l'échangeur Saragosse-Delicias                                | 0,3 km   | Ibérique        | |
| 292    | Aiguillage km 127,4 de Montmelóà Aiguillage km 641,5                                       |          | Ibérique        | Déposée |
| 294    | Roda de Berà-échangeur d'écartement à Roda de Berà                                         | 0,2 km   | Ibérique        | Désaffectée |
| 296    | Aiguillage km 645,0 à l'aiguillage km 129,0 de Montmeló                                    |          | Ibérique        | Déposée |
| 298    | Gérone-Marchandises à la bifurcation Gérone-Marchandises                                   | 0,6 km   | Normal          | Administrée par ADIF AV |
| 300    | Madrid-Chamartín-Clara Campoamor à Valence-Nord                                            | 480,6 km | Ibérique        | Via Madrid Sol et Alcázar de San Juan |
| 302    | Aiguillage km 146,1 à Alcázar de San Juan                                                  | 2,0 km   | Ibérique        | Via Clasificación |
| 304    | Alfafar-Benetússer à l'aiguillage km 1,3 de Valence-Font de Sant Luis                      | 4,8 km   | Ibérique        | |
| 306    | San Vicente de Raspeig à l'aiguillage km 448,7 de San Vicente de Raspeig                   | 2,3 km   | Ibérique        | Déposée |
| 308    | Albacete-Los Llanos à l'échangeur Albacete                                                 | 0,5 km   | Normal          | Administrée par ADIF AV |
| 310    | Aranjuez à Valence-Fuente de San Luis                                                      | 353,9 km | Ibérique        | Via Cuenca. Service voyageurs suspendu entre Tarancón et Utiel.                                                                                            |
| 312    | Castillejo-Añover à Algodor                                                                | 11,4 km  | Ibérique        | Anciennement nommée, ligne de Castillejo-Añover à Toledo.                                                                                                  |
| 314    | Chirivella-El Alter à Valence-San Isidro                                                   | 1,9 km   | Ibérique        | |
| 316    | Pinto à San Martín de la Vega                                                              | 15,4 km  | Ibérique        | Désaffectée et partiemment déposée |
| 318    | Échangeur Albacete à l'aiguillage km 279,4 d'Albacete                                      | 0,3 km   | Ibérique        | |
| 320    | Aiguillage km 298,4 de Chinchilla de Montearagón à Murcie del Carmen                       | 146,2 km | Ibérique        | |
| 322    | Águilas à Murcie-Cargas                                                                    | 111,6 km | Ibérique        | |
| 324    | Aiguillage km 0,8 à Carthagène                                                             | 0,6 km   | Ibérique        | Administrée par ADIF AV |
| 326    | Aiguillage km 523,2 à Dársena de Escombreras                                               | 11,4 km  | Ibérique        | |
| 328    | Aiguillage km 396,7 de Valence-Alta Velocidad à l'échangeur Valence                        | 0,1 km   | Normal          | Administrée par ADIF AV |
| 330    | La Encina à Alicante-Terminal                                                              | 78,3 km  | Ibérique        | |
| 332    | Aiguillage km 3 de La Encina à Caudete                                                     | 5,9 km   | Ibérique        | Triangle de La Encina |
| 334    | San Gabriel à Alicante-Benalúa                                                             | 1,7 km   | Ibérique        | Désaffectée depuis 2020. |
| 336    | Aiguillage km 525,3 d'El Reguerón à Alicante-Terminal                                      | 73,7 km  | Ibérique        | |
| 338    | Échangeur Valence à Valence-Joaquín Sorolla                                                | 0,5 km   | Ibérique        | |
| 340    | Moixent à la bifurcation Moixent                                                           | 0,5 km   | Ibérique        | |
| 342    | Alcoy à Xàtiva                                                                             | 63,7 km  | Ibérique        | |
| 344    | Gandía à Silla                                                                             | 50,8 km  | Ibérique        | |
| 346    | Gandía-Puerto à Gandía-Marchandises                                                        | 2,9 km   | Ibérique        | |
| 348    | Ford à Silla                                                                               | 4,4 km   | Ibérique        | |
| 350    | Bifurcation Benalúa à la bifurcation Alicante                                              | 2,2 km   | Ibérique        | |
| 352    | Aiguillage km 522,1 d'El Regueró à Carthagène                                              | 58 km    | Ibérique        | Administrée par ADIF AV |
| 354    | Aiguillage km 522,1 d'El Reguerón à Murcie del Carmen                                      | 3,2 km   | Mixte           | Administrée par ADIF AV. |
| 360    | Carthagène-Plaza Bastarreche à Los Nietos                                                  | 19,6 km  | Métrique        | Ancienne ligne de FEVE |
| 400    | Alcázar de San Juan à Cádiz                                                                | 576,9 km | Ibérique        | |
| 402    | Aiguillage km 340,1 de Espeluy à Jaén                                                      | 32,8 km  | Ibérique        | |
| 404    | Aiguillage km 338,8 de Espeluy à l'aiguillage km 150,5 de Espeluy                          | 0,9 km   | Ibérique        | Triangle d'Espeluy |
| 406    | Las Aletas à Universidad de Cádiz (apeadero)                                               | 2,4 km   | Ibérique        | |
| 408    | Aiguillage km 431,9 de Alcolea à l'échangeur Alcolea                                       | 0,4 km   | Ibérique        | |
| 410    | Linares-Baeza à Almería                                                                    | 240,8 km | Ibérique        | |
| 412    | Minas del Marquesado à Huéneja-Dólar                                                       | 14,4 km  | Ibérique        | N'appartient plus au RFIG. |
| 414    | Bifurcation Almería à la bifurcation Grenade                                               | 0,7 km   | Ibérique        | Triangle de Moreda |
| 416    | Moreda à Grenade                                                                           | 56,7 km  | Ibérique, Mixte | 2,1 km de la ligne est à écartement mixte entre l'aiguillage km 54,289 de Grenade et Grenade                                                               |
| 418    | Aiguillage km 50,4 de Santa Ana à l'aiguillage km 48,3 de Santa Ana                        | 2,3 km   | Ibérique        | |
| 420    | Bifurcation Las Maravillas à Algésiras                                                     | 179,6 km | Ibérique        | |
| 422    | Bifurcation Utrera à Fuente de Piedra                                                      | 113,4 km | Ibérique        | |
| 424    | Bifurcation Malaga à La Roda de Andalucía                                                  | 8,4 km   | Ibérique        | Déposée |
| 426    | Grenade à Fuente de Piedra                                                                 | 130,3 km | Ibérique        | Ne fais plus partie du RFIG Répartie entre les lignes 460 et 464.                                                                                          |
| 428    | Échangeur Antequera à l'aiguillage km 50,4 de Santa Ana                                    | 0,6 km   | Ibérique        | |
| 430    | Bifurcation Cordoue-Marchandises à Los Prados                                              | 188,8 km | Ibérique        | |
| 432    | Cordoue-Central à El Higuerón                                                              | 6,5 km   | Ibérique        | |
| 434    | Échangeur Córdoba à Valchillón                                                             | 5,3 km   | Ibérique        | Désaffectée depuis 2015. |
| 436    | Fuengirola à Malaga-Centro Alameda (apeadero)                                              | 30,8 km  | Ibérique        | |
| 438    | Huelva-Marchandises au Port de Huelva                                                      | 6 km     | Ibérique        | Fait partie du réseau du port de Huelva |
| 440    | Bifurcation Los Naranjos à Huelva                                                          | 109,1 km | Ibérique        | |
| 442    | Échangeur Majarabique à la bifurcation Los Naranjos                                        | 1,8 km   | Ibérique        | |
| 444    | Bifurcation Tamarguillo à La Salud                                                         | 11,5 km  | Ibérique        | |
| 446    | Bifurcation La Cartuja à La Cartuja                                                        | 2,2 km   | Ibérique        | |
| 448    | Bifurcation San Jerónimo à la bifurcation Los Naranjos                                     | 0,8 km   | Ibérique        | Déposée |
| 450    | Bifurcation La Negrilla à la bifurcation San Bernardo                                      | 0,6 km   | Ibérique        | |
| 452    | Port de Séville à La Salud                                                                 | 5,4 km   | Ibérique        | |
| 454    | Échangeur Majarabique à la bifurcation San Jerónimo                                        | 1,4 km   | Ibérique        | |
| 456    | Aiguillage km 6,2 de La Salud à l'aiguillage km 10,2 de La Salud                           | 0,8 km   | Ibérique        | |
| 458    | Séville-Majarabique à la bifurcation San Jerónimo                                          | 1,8 km   | Ibérique        | |
| 460    | Bifurcation Las Maravillas à Fuente de Piedra                                              | 11,8 km  | Ibérique        | |
| 464    | Bifurcation Tocón à la bifurcation La Chana                                                | 32,5 km  | Ibérique        | |
| 466    | Bifurcation Riofrío à Antequera                                                            | 44,0 km  | Ibérique        | |
| 468    | Bifurcation Las Maravillas à Antequera AV                                                  | 12,7 km  | Ibérique        | |
| 490    | Aiguillage km 53,273 de Grenade à l'échangeur de Grenade                                   | 0,4 km   | Ibérique        | |
| 492    | Échangeur de Grenade à l'aiguillage km 54,289 de Grenade                                   | 0,6 km   | Normal          | |
| 500    | Bifurcation Planetario à la bifurcation Casa de la Torre                                   | 322,7 km | Ibérique        | Via Villaverde Bajo. 73,2 km de la ligne sont administrés par ADIF AV entre Monfragüe et la bifurcation Casa de la Torre.                                  |
| 502    | Cáceres à km 428,5 (frontière)                                                             | 105,8 km | Ibérique        | |
| 504    | Villaluenga-Yuncler à Algodor                                                              | 16,8 km  | Ibérique        | |
| 506    | Asland à l"aiguillage km 5,7                                                               | 1,2 km   | Ibérique        | N'appartient pas au RFIG. |
| 508    | Badajoz à km 517,6 (frontière)                                                             | 5,3 km   | Ibérique        | Connexion avec la ligne de l'Est |
| 510    | Bifurcation Granja Las Encinas à Aljucén                                                   | 1,5 km   | Ibérique        | Administrée par ADIF AV. Anciennement appelée, la ligne d'Aljucén à Cáceres.                                                                               |
| 512    | Zafra à Huelva-Cargas                                                                      | 180,9 km | Ibérique        | |
| 514    | Zafra à Jerez de los Caballeros                                                            | 46,7 km  | Ibérique        | |
| 516    | Mérida à Los Rosales                                                                       | 14,2 km  | Ibérique        | |
| 518    | Aiguillage km 82,2 de Cáceres à la bifurcation Romanos                                     | 4,2 km   | Ibérique        | |
| 520    | Ciudad Real à Badajoz                                                                      | 336,7 km | Ibérique        | 59,3 km de la ligne sont administrés par ADIF AV entre Mérida et Badajoz                                                                                   |
| 522    | Manzanares à Ciudad Real                                                                   | 64,5 km  | Ibérique        | |
| 524    | Ciudad Real-Miguelturra à la bifurcation Poblete                                           | 1,9 km   | Ibérique        | Triangle de Ciudad Real |
| 526    | Puertollano à Puertollano-Refinería                                                        | 7,4 km   | Ibérique        | Ne fais plus partie du RFIG |
| 528    | Almorchón à Mirabueno                                                                      | 130,1 km | Ibérique        | |
| 530    | Monfragüe à la bifurcation El Chaparral                                                    | 6,6 km   | Ibérique        | Administrée par ADIF AV |
| 532    | Aiguillage km 255,4 de Monfragüe à l'aiguillage km 4,4 de Monfragüe                        | 2,7 km   | Ibérique        | Administrée par ADIF AV |
| 534    | Bifurcation El Chaparral à Arroyo de la Herrera                                            | 2,7 km   | Ibérique        | Administrée par ADIF AV |
| 536    | Bifurcation San Esteban à la bifurcation El Chaparral                                      | 2,6 km   | Ibérique        | Administrée par ADIF AV |
| 600    | Valence-Nord à l'échangeur de La Boella                                                    | 254,1 km | Ibérique, mixte | Administrée par ADIF AV. 73 km de la ligne est à écartement mixte entre la bifurcation Joaquín Sorolla UIC et Castelló de la Plana.                        |
| 602    | Aiguillage km 2,3 de Valence-Font de Sant Luis à Valence-Puerto Norte                      | 0,9 km   | Ibérique        | |
| 604    | Les Palmes à Puerto de Castellón                                                           | 6,8 km   | Ibérique        | |
| 606    | Aiguillage km 1,3 de Valence-Font de Sant Luis à Valence-Puerto Sur                        | 2,3 km   | Ibérique        | |
| 608    | Clasificación-Valence-Font de Sant Luis à l'aiguillage km 1,6 de Valence-Font de Sant Luis | 0,8 km   | Ibérique        | |
| 610    | Sagunt à la bifurcation Teruel                                                             | 314,5 km | Ibérique        | |
| 612    | Aiguillage km 28,3 de Sagunt à l'aiguillage km 268,8 de Sagunt                             | 0,6 km   | Ibérique        | |
| 614    | Aiguillage de Valence AV à Valence-Joaquín Sorolla                                         | 0,7 km   | Ibérique        | |
| 620    | Tortosa à L'Aldea-Amposta-Tortosa                                                          | 13,1 km  | Ibérique        | |
| 622    | Aiguillage km 272,0 de Clasificación à Tarragone-Classificació                             | 1,1 km   | Ibérique        | |
| 624    | Aiguillage km 100,4 de Clasificación à Tarragone                                           | 3,1 km   | Ibérique        | |
| 630    | Salou-Port Aventura à Tarragone                                                            | 10 km    | Ibérique        | |
| 632    | Bifurcation La Feredat à la bifurcation Vilaseca                                           | 1,5 km   | Ibérique        | Administrée par ADIF AV. Connexion entre les lignes de Valence à Camp de Tarragone et de Lérida à Tarragone                                                |
| 640    | Échangeur de La Boella à Camp de Tarragone                                                 | 12,2 km  | Normal          | Administrée par ADIF AV |
| 700    | Bilbao-Abando-Indalecio-Prieto à Casetas                                                   | 233,8 km | Ibérique        | |
| 702    | Cabañas de Ebro à Grisén                                                                   | 6,0 km   | Ibérique        | |
| 704    | Bifurcation Rioja à la bifurcation Castilla                                                | 1,6 km   | Ibérique        | |
| 710    | Altsasu à Castejón de Ebro                                                                 | 139,2 km | Ibérique        | |
| 712    | Bifurcation km 534,0 à la bifurcation km 231,5                                             | 2,5 km   | Ibérique        | |
| 720    | Santurtzi à Bilbao-Abando-Indalecio-Prieto                                                 | 13,6 km  | Ibérique        | En processus de retrait du RFIG en prévision de son intégration à la VSF,.                                                                                 |
| 722    | Muskiz à Desertu-Barakaldo                                                                 | 13,0 km  | Ibérique        | En processus de retrait du RFIG en prévision de son intégration à la VSF,.                                                                                 |
| 724    | Bilbao-Marchandises à Santurtzi                                                            | 3,3 km   | Ibérique        | En processus de retrait du RFIG en prévision de son intégration à la VSF,.                                                                                 |
| 726    | Bifurcation La Casilla à l'aiguillage du raccordement de Miribilla                         | 2,8 km   | Ibérique        | |
| 740    | Pravia à Ferrol                                                                            | 269,0 km | Métrique        | Ancienne ligne de FEVE |
| 750    | Gijón-Sanz Crespo à Pravia                                                                 | 29,0 km  | Métrique        | Ancienne ligne de FEVE |
| 752    | Laviana à Gijón-Sanz Crespo                                                                | 29,0 km  | Métrique        | Ancienne ligne de FEVE |
| 754    | Sotiello à Puerto El Musel                                                                 | 2,0 km   | Métrique        | Connexion avec la ligne 752. Ancienne ligne de FEVE |
| 756    | Aiguillage du raccordement de Sotiello à l'aiguillage du raccordement de Veriña            | 0,7 km   | Métrique        | Connexion entre les 754 et 750. Ancienne ligne de FEVE |
| 758    | La Maruca-Marchandises à Puerto de Avilés                                                  | 2,0 km   | Métrique        | Connexion avec la ligne 750. Ancienne ligne de FEVE |
| 760    | Oviedo à Trubia                                                                            | 12,0 km  | Métrique        | Ancienne ligne de FEVE |
| 762    | Trubia à San Esteban de Pravia                                                             | 29,0 km  | Métrique        | Ancienne ligne de FEVE |
| 764    | Trubia à Collanzo                                                                          | 55,0 km  | Métrique        | Ancienne ligne de FEVE |
| 770    | Santander à Oviedo                                                                         | 216,0 km | Métrique        | Ancienne ligne de FEVE |
| 772    | Liérganes à Orejo                                                                          | 10,0 km  | Métrique        | Ancienne ligne de FEVE |
| 774    | Maliaño La Vidriera à Puerto de Raos                                                       | 2,0 km   | Métrique        | Ancienne ligne de FEVE |
| 776    | Ribadesella Puerto à Llovio                                                                | 3,0 km   | Métrique        | Ancienne ligne de FEVE |
| 780    | Bilbao Concordia à Santander                                                               | 110,0 km | Métrique        | Ancienne ligne de FEVE |
| 782    | Ariz à Basurto Hospital                                                                    | 8,0 km   | Métrique        | N'appartient plus au RFIG, propriété transférée au Pays Basque. Ancienne ligne de FEVE                                                                     |
| 784    | Lutxana-Barakaldo à Irauregui                                                              | 6,0 km   | Métrique        | N'appartient plus au RFIG, propriété transférée au Pays Basque. Ancienne ligne de FEVE                                                                     |
| 790    | Aranguren à Asunción Universidad                                                           | 310,0 km | Métrique        | Ancienne ligne de FEVE |
| 792    | Matallana à La Robla                                                                       | 11,0 km  | Métrique        | Ancienne ligne de FEVE |
| 794    | Guardo à la centrale thermique de Velilla                                                  | 2,0 km   | Métrique        | Ancienne ligne de FEVE |
| 800    | La Corogne à l'aiguillage km 123,6 de León                                                 | 428,2 km | Ibérique        | |
| 802    | Toral de los Vados à Villafranca del Bierzo                                                | 9,1 km   | Ibérique        | Impraticable entre Cosmos et Villafranca del Bierzo |
| 804    | Betanzos-Infiesta à Ferrol                                                                 | 42,8 km  | Ibérique        | |
| 806    | La Bañeza à Astorga                                                                        | 21,8 km  | Ibérique        | Impraticable |
| 810    | Bifurcation Chapela à Monforte de Lemos                                                    | 177,8 km | Ibérique        | 4,2 km de ligne appartient à ADIF AV entre la bifurcation Chapela et Redondela                                                                             |
| 812    | Vigo-Guixar à Bifurcation Chapela                                                          | 6,4 km   | Ibérique        | ADIF AV |
| 814    | Guillarei à Valença do Minho                                                               | 7,8 km   | Ibérique        | |
| 816    | Aiguillage km 141,6 de Guillarei à l'aiguillage km 0,9 de Guillarei                        | 1,0 km   | Ibérique        | |
| 818    | Vilagarcía Aurosa à la bifurcation Angueira                                                | 27,9 km  | Ibérique        | ADIF AV |
| 820    | Aiguillage km 233 de Zamora à Medina del Campo                                             | 90,2 km  | Ibérique        | |
| 822    | Bifurcation Valorio à La Corogne                                                           | 436,3 km | Ibérique, mixte | 14,1 km de ligne appartient à ADIF AV. La ligne est à écartement mixte entre Taboadela et Ourense                                                          |
| 824    | Redondela à Saint-Jacques-de-Compostelle                                                   | 92,0 km  | Ibérique        | ADIF AV |
| 826    | Centrale thermique de Meirama à Cerceda-Meirama                                            | 11,9 km  | Ibérique        | Connexion entre la ligne de Zamora à La Corogne et la centrale thermique de Meirama                                                                        |
| 828    | Bifurcation San Amaro à Portas                                                             | 7,6 km   | Ibérique        | |
| 830    | Bifurcation Uxes à la bifurcation San Cristóbal                                            | 0,7 km   | Ibérique        | |
| 832    | Aiguillage km 545,4 à la bifurcation San Diego                                             | 0,5 km   | Ibérique        | |
| 834    | La Corogne-San Diego à la bifurcation El Burgo                                             | 1,7 km   | Ibérique        | |
| 836    | Bifurcation León à la bifurcation Río Bernesga                                             | 3,2 km   | Ibérique        | |
| 838    | Bifurcation Torneros à la bifurcation Quintana                                             | 3,1 km   | Ibérique        | |
| 840    | Aiguillage km 0,729 de Cerceda-Meirama à Meirama-Picardiel                                 | 0,5 km   | Ibérique        | |
| 842    | Bifurcation Río Sar à Bifurcation à l'aiguillage km 376,1 de Grandeira                     | 1,1 km   | Ibérique        | |
| 848    | Redondela AV à la bifurcation Redondela AV                                                 | 1,0 km   | Ibérique        | Administrée par ADIF AV |
| 850    | Vigo-Urzáiz à la bifurcation Arcade                                                        | 17,9 km  | Ibérique        | Administrée par ADIF AV |
| 884    | Bifurcation El Bolón à l'échangeur de Zamora                                               | 0,2 km   | Ibérique        | Administrée par ADIF AV. Déposée |
| 886    | Échangeur de Zamora à Zamora                                                               | 0,6 km   | Normal          | Administrée par ADIF AV. Désaffectée |
| 888    | Aiguillage km 112,4 de Pedralba à l'échangeur de Pedralba                                  | 1,1 km   | Ibérique        | Administrée par ADIF AV. Désaffectée depuis 2021 |
| 890    | Échangeur de Pedralba à la bifurcation de Pedralba                                         | 4,1 km   | Normal          | Administrée par ADIF AV. Désaffectée depuis 2021 |
| 892    | Échangeur de Taboadela à l'aiguillage km 446,1 de Taboadela                                | 0,5 km   | Normal          | Administrée par ADIF AV |
| 894    | Échangeur de Taboadela à l'aiguillage km 447,1 de Taboadela                                | 0,5 km   | Ibérique        | Administrée par ADIF AV |
| 900    | Madrid-Chamartín-Clara Campoamor à Madrid-Atocha Cercanías                                 | 7,8 km   | Ibérique        | Via Recoletos |
| 902    | Pitis à Hortaleza                                                                          | 8,3 km   | Ibérique        | |
| 904    | Bifurcation Fuencarral à l'aiguillage km 4,5 de Fuencarral                                 | 1,7 km   | Ibérique        | |
| 906    | Fuencarral-Complejo à Madrid-Chamartín-Clara Campoamor                                     | 1,3 km   | Ibérique        | |
| 908    | Hortaleza à Aeropuerto T-4                                                                 | 5,3 km   | Mixte           | |
| 910    | Madrid-Atocha Cercanías à Pinar de Las Rozas                                               | 28,0 km  | Ibérique        | |
| 912    | Las Matas à Pinar de Las Rozas                                                             | 3,6 km   | Ibérique        | |
| 914    | Aiguillage km 18,6 de la bifurcation Chamartín à la bifurcation Príncipe Pío               | 0,7 km   | Ibérique        | Ligne pair |
| 916    | Delicias à Madrid-Santa Catalina                                                           | 4,1 km   | Ibérique        | |
| 920    | Móstoles-El Soto à Parla                                                                   | 45,3 km  | Ibérique        | Vía Orcasitas |
| 922    | Bifurcation Parla à Parla-Industrial                                                       | 1,1 km   | Ibérique        | Déposée |
| 924    | Bifurcation Chamartín à la bifurcation Príncipe Pío                                        | 1,3 km   | Ibérique        | Ligne impaire |
| 930    | Madrid-Atocha Cercanías à San Fernando de Henares                                          | 18,3 km  | Ibérique        | |
| 932    | Madrid-Atocha Cercanías à Madrid-Santa Catalina                                            | 5,4 km   | Ibérique        | |
| 934    | Madrid-Abroñigal à la bifurcation Rebolledo                                                | 3,2 km   | Ibérique        | |
| 936    | San Cristóbal Industrial à Villaverde Bajo                                                 | 3,0 km   | Ibérique        | |
| 938    | Échangeur Atocha à l'aiguillage de la ligne 932                                            | 3,8 km   | Ibérique        | Déposée |
| 940    | O'Donnell à Vicálvaro-Clasificación                                                        | 4,0 km   | Ibérique        | |
| 942    | Villaverde Bajo à Vallecas-Industrial                                                      | 7,2 km   | Ibérique        | |
| 944    | Vicálvaro à la bifurcation Vicálvaro-Clasificación                                         | 5,0 km   | Ibérique        | |
| 946    | Madrid-Santa Catalina à Villaverde Bajo                                                    | 1,9 km   | Ibérique        | |
| 948    | Vicálvaro-Clasificación à la bifurcation Vicálvaro-Clasificación                           | 2,9 km   | Ibérique        | |
| 950    | Madrid-Puerta de Atocha-Almudena Grandes à l'aiguillage km 1,4                             | 1,4 km   | Ibérique        | Déposée en 2009. Faisait partie de la ligne 500 jusqu'en 2008                                                                                              |
| 982    | Aiguillage km 234,0 de Taboadela à la bifurcation Medina                                   | 313,9 km | Normal          | Administrée par ADIF AV |
| 984    | Pola de Lena à la bifurcation Pajares                                                      | 49,3 km  | Mixte           | Administrée par ADIF AV |
|        | Limite ADIF/TP Ferro à la frontière française                                              | 19,8 km  | Normal          | Administrée par Línea Figueras Perpignan S.A. |

### Réseaux ferroviaires dans les ports d'intérêt général[7]
Les réseaux ferroviaires des ports d'intérêt général suivants font partie du RFIG. La propriété de ces lignes ferroviaires et de leurs connexions appartient à l'ADIF et à l'autorité portuaire concernée. 
- Port de la baie d'Algésiras
- Port d'Alicante
- Port d'Almería
- Port d'Avilés
- Port de Barcelone
- Port de Bilbao
- Port de la Baie de Cadix
- Port de Carthagène
- Port de Castelló
- Port de La Corogne
- Port de Ferrol et son estuaire
- Port de Gandia
- Port de Gijón-El Musel
- Port de Huelva
- Port de Malaga
- Port de Marín et estuaire de Pontevedra
- Port de Pasajes
- Port de Santander
- Port de Séville et son estuaire
- Port de Tarragone
- Port de Valence
- Port de Vigo et son estuaire
- Port de Villagarcía de Arosa